# Citroën C4 WRC

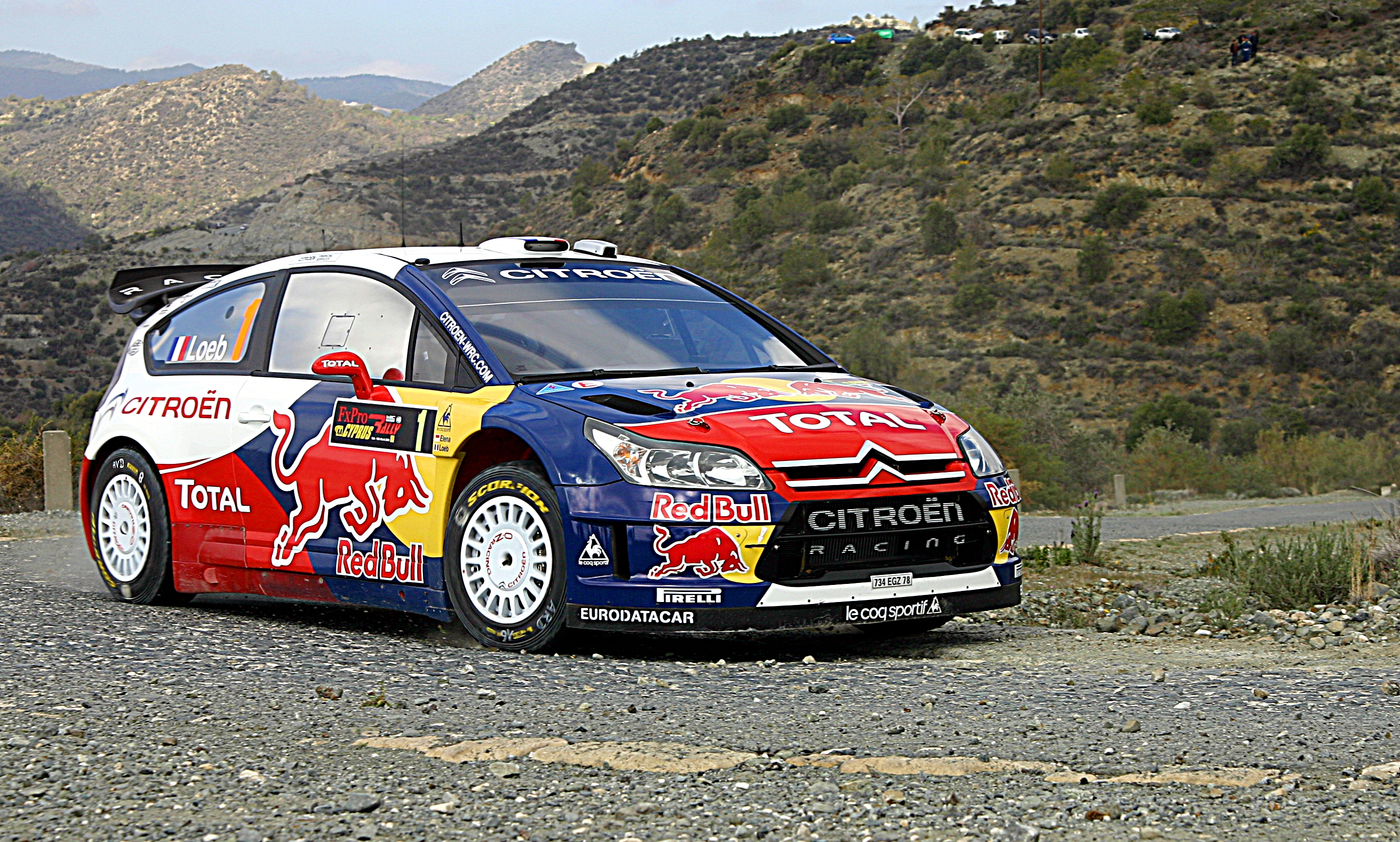
Citroën C4 WRC – Rajd Cypru 2009

Citroen C4 WRC – oficjalny samochód rajdowy teamu Citroen Total World Rajd  Team. Produkowany na bazie kompaktowego Citroëna C4. W Rajdowych Mistrzostwach Świata zadebiutował z początkiem sezonu 2007, na Rajdzie Monte Carlo. 
Do roku 2008, Citroen wyprodukował dwie wersje tego samochodu:
- Evo1 – oficjalny samochód teamu w sezonie 2007[1].
- Evo2 – oficjalny samochód teamu w sezonie 2008[2].

Za kierownicą C4 WRC, Sébastien Loeb wywalczył czterokrotnie, w latach 2007, 2008, 2009 i 2010, tytuł Mistrza Świata. Natomiast Citroën WRT za sprawą Loeba i drugiego kierowcy Daniego Sordo, trzykrotnie triumfował w klasyfikacji konstruktorów Mistrzostw, w latach 2008, 2009 i 2010.
Sezon 2010 był ostatnim dla modelu C4 WRC, od następnego sezonu został on zastąpiony przez Citroëna DS3 WRC z turbodoładowanym silnikiem o pojemności 1,6 litra.
Ostatnim rajdem dla tego modelu w cyklu Rajdowych Mistrzostw Świata był Rajd Wielkiej Brytanii 2010, gdzie zwycięstwo odniósł za jego kierownicą Sébastien Loeb.
W latach startów modelu C4 WRC, czyli 2007–2010, Sébastien Loeb wygrał nim wszystkie rajdy Mistrzostw Świata odbywające się na nawierzchni asfaltowej.

## Zwycięstwa w WRC
| Nr | Rajd                        | Sezon | Kierowca        | Pilot            |
| -- | --------------------------- | ----- | --------------- | ---------------- |
| 1  | Rajd Monte Carlo 2007       | 2007  | Sébastien Loeb  | Daniel Elena     |
| 2  | Rajd Meksyku 2007           | 2007  | Sébastien Loeb  | Daniel Elena     |
| 3  | Rajd Portugalii 2007        | 2007  | Sébastien Loeb  | Daniel Elena     |
| 4  | Rajd Argentyny 2007         | 2007  | Sébastien Loeb  | Daniel Elena     |
| 5  | Rajd Niemiec 2007           | 2007  | Sébastien Loeb  | Daniel Elena     |
| 6  | Rajd Hiszpanii 2007         | 2007  | Sébastien Loeb  | Daniel Elena     |
| 7  | Rajd Korsyki 2007           | 2007  | Sébastien Loeb  | Daniel Elena     |
| 8  | Rajd Irlandii 2007          | 2007  | Sébastien Loeb  | Daniel Elena     |
| 9  | Rajd Monte Carlo 2008       | 2008  | Sébastien Loeb  | Daniel Elena     |
| 10 | Rajd Meksyku 2008           | 2008  | Sébastien Loeb  | Daniel Elena     |
| 11 | Rajd Argentyny 2008         | 2008  | Sébastien Loeb  | Daniel Elena     |
| 12 | Rajd Sardynii 2008          | 2008  | Sébastien Loeb  | Daniel Elena     |
| 13 | Rajd Akropolu 2008          | 2008  | Sébastien Loeb  | Daniel Elena     |
| 14 | Rajd Finlandii 2008         | 2008  | Sébastien Loeb  | Daniel Elena     |
| 15 | Rajd Niemiec 2008           | 2008  | Sébastien Loeb  | Daniel Elena     |
| 16 | Rajd Nowej Zelandii 2008    | 2008  | Sébastien Loeb  | Daniel Elena     |
| 17 | Rajd Hiszpanii 2008         | 2008  | Sébastien Loeb  | Daniel Elena     |
| 18 | Rajd Korsyki 2008           | 2008  | Sébastien Loeb  | Daniel Elena     |
| 19 | Rajd Wielkiej Brytanii 2008 | 2008  | Sébastien Loeb  | Daniel Elena     |
| 20 | Rajd Irlandii 2009          | 2009  | Sébastien Loeb  | Daniel Elena     |
| 21 | Rajd Norwegii 2009          | 2009  | Sébastien Loeb  | Daniel Elena     |
| 22 | Rajd Cypru 2009             | 2009  | Sébastien Loeb  | Daniel Elena     |
| 23 | Rajd Portugalii 2009        | 2009  | Sébastien Loeb  | Daniel Elena     |
| 24 | Rajd Argentyny 2009         | 2009  | Sébastien Loeb  | Daniel Elena     |
| 25 | Rajd Hiszpanii 2009         | 2009  | Sébastien Loeb  | Daniel Elena     |
| 26 | Rajd Wielkiej Brytanii 2009 | 2009  | Sébastien Loeb  | Daniel Elena     |
| 27 | Rajd Meksyku 2010           | 2010  | Sébastien Loeb  | Daniel Elena     |
| 28 | Rajd Jordanii 2010          | 2010  | Sébastien Loeb  | Daniel Elena     |
| 29 | Rajd Turcji 2010            | 2010  | Sébastien Loeb  | Daniel Elena     |
| 30 | Rajd Portugalii 2010        | 2010  | Sébastien Ogier | Julien Ingrassia |
| 31 | Rajd Bułgarii 2010          | 2010  | Sébastien Loeb  | Daniel Elena     |
| 32 | Rajd Niemiec 2010           | 2010  | Sébastien Loeb  | Daniel Elena     |
| 33 | Rajd Japonii 2010           | 2010  | Sébastien Ogier | Julien Ingrassia |
| 34 | Rajd Francji 2010           | 2010  | Sébastien Loeb  | Daniel Elena     |
| 35 | Rajd Hiszpanii 2010         | 2010  | Sébastien Loeb  | Daniel Elena     |
| 36 | Rajd Wielkiej Brytanii 2010 | 2010  | Sébastien Loeb  | Daniel Elena     |

## Dane techniczne
| Silnik                              | Turbodoładowany, opracowany na bazie silnika EW10J4S  |  |
| Układ                               | Poprzeczny                                            |  |
| Liczba cylindrów                    | 4                                                     |  |
| Liczba zaworów                      | 4 zawory na cylinder                                  |  |
| Pojemność                           | 1998 cm³                                              |  |
| Moc maksymalna (KM przy obr./min.)  | 315/5500 (Evo1) 320/5500 (Evo2)                       |  |
| Moment obrotowy (Nm przy obr./min.) | 580/2750                                              |  |
| Blok                                | Aluminiowy                                            |  |
|                                     |                                                       |  |
| Rozrząd                             | 2 wałki rozrządu w głowicy, napędzane paskiem zębatym |  |
|                                     |                                                       |  |
| Zasilanie                           | Wielopunktowy wtrysk Magneti-Marelli, typ: ECB11      |  |
|                                     |                                                       |  |
| Napęd                               | Na 4 koła                                             |  |
| Sprzęgło                            | Węglowe, trójtarczowe                                 |  |
| Dyferencjały                        | Aktywny, na obu osiach                                |  |
| Skrzynia biegów                     | 6-biegowa, półautomatyczna                            |  |
|                                     |                                                       |  |
| Hamulce                             | Tarczowe, wentylowane,                                |  |
| Przód                               | 6-tłoczkowe (asfalt) 4 - tłoczkowe (szuter)           |  |
| Tył                                 | 4 - tłoczkowe                                         |  |
| Hamulec ręczny                      | hydrauliczny                                          |  |
|                                     |                                                       |  |
| Zawieszenie                         | MacPherson, sprężyny Citroen                          |  |
|                                     |                                                       |  |
| Układ kierowniczy                   | Wspomagany hydraulicznie                              |  |
|                                     |                                                       |  |
| Koła                                | Opony Pirelli                                         |  |
| Asfalt                              | 8 x 18 cali                                           |  |
| Szuter                              | 7 x 15 cali                                           |  |
|                                     |                                                       |  |
| Wymiary                             |                                                       |  |
| Długość                             | 4274 mm                                               |  |
| Szerokość                           | 1800 mm                                               |  |
| Wysokość                            | 1458 mm                                               |  |
| Masa                                | Od 1230 kg                                            |  |
| Rozstaw osi                         | 2608 mm                                               |  |